# Killshot (singolo)
Killshot è un singolo del rapper statunitense Eminem, pubblicato il 14 settembre 2018 da Shady, Aftermath e Interscope. Prodotto da Illa da Producer, la traccia è una risposta al dissing di Machine Gun Kelly Rap Devil.
Killshot chiude la faida con MGK, iniziata con Not Alike e proseguita con la risposta Rap Devil, a favore di Eminem perché MGK decide di non replicare a Killshot.

## Tracce
Testi e musiche di Marshall Mathers e Ray Illya Fraser.
1. Killshot – 4:13

## Successo commerciale
Il brano esordisce in terza posizione nella Hot 100, ottenendo 38,1 milioni di visualizzazioni nelle prime 24 ore dopo la pubblicazione su YouTube, diventando l'ottavo video più visto in questo periodo di tempo e l'audio più ascoltato tra quelli pubblicati solamente su YouTube. Inoltre, diviene il più grande debutto di sempre su YouTube per un video hip hop, superando I Love It di Kanye West & Lil Pump che aveva battuto il record la settimana prima.
Killshot batte il record per la canzone più veloce a raggiungere un milione di visite sul sito Genius.com, superando la cifra in otto ore e il precedente record detenuto da The Story of Adidon di Pusha T (41 ore).

## Classifiche

### Classifiche settimanali
| Classifica (2018)        | Posizione massima |
| ------------------------ | ----------------- |
| Australia                | 11                |
| Austria                  | 42                |
| Canada                   | 1                 |
| Danimarca                | 31                |
| Germania                 | 81                |
| Norvegia                 | 18                |
| Nuova Zelanda            | 6                 |
| Paesi Bassi              | 76                |
| Regno Unito              | 13                |
| Stati Uniti              | 3                 |
| US Hot R&B/Hip-Hop Songs | 2                 |
| US Hot Rap Songs         | 2                 |
| Svezia                   | 23                |
| Svizzera                 | 30                |

### Classifiche di fine anno
| Classifica (2018)        | Posizione massima |
| ------------------------ | ----------------- |
| US Hot R&B/Hip-Hop Songs | 83                |